# Tamarixia meteora
Tamarixia meteora är en stekelart som först beskrevs av Girault 1915.  Tamarixia meteora ingår i släktet Tamarixia och familjen finglanssteklar. Inga underarter finns listade i Catalogue of Life.